# Jerry Falwell Jr.

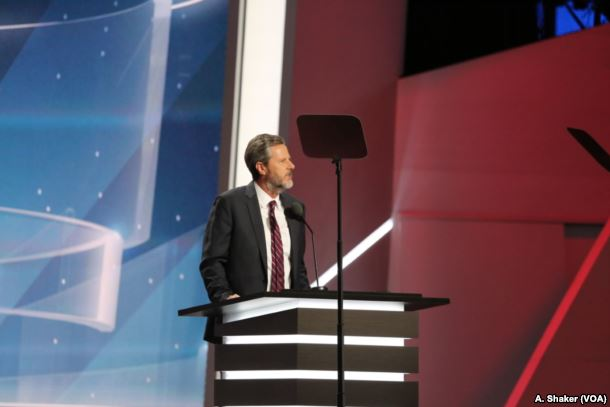
Falwell Jr. (2016)

Jerry Lamon Falwell Jr. (* 17. Juni 1962 in Lynchburg, Virginia) ist ein amerikanischer Jurist. Kurz nach dem Tod seines Vaters Jerry Falwell wurde er im Mai 2007 Rektor der Liberty University. Dieses Amt hatte er bis zu einem Sexskandal im August 2020 inne. Er wurde Anfang 2017 von US-Präsident Donald Trump zum Vorsitzenden einer Kommission zur Reform des United States Department of Education berufen und wurde auch hier im August 2020 abberufen.

## Leben

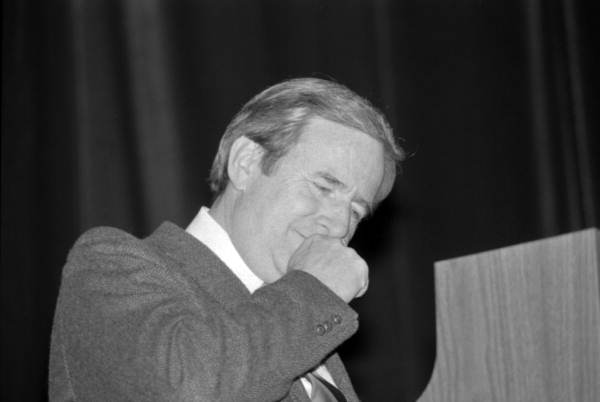
Falwell Sr. (1984)

Falwell Jr. wurde als Sohn des amerikaweit bekannten fundamentalistischen Baptistenpredigers Jerry Falwell und seiner Frau Macel – einer Hausfrau, die auch als Organistin in der Kirche ihres Mannes fungierte – geboren. Falwell Jr. hat eine etwa zwei Jahre jüngere Schwester, Jean Ann «Jeannie», und etwa vier Jahre jüngeren Bruder, Jonathan, der des Vaters erstes Standbein, die Thomas Road Baptist Church, leitet. Mitte 1989 kam Falwell Jrs. erster Sohn zur Welt, der seit 2016 an der Liberty University angestellt ist.

## Ausbildung und Karriere
Falwell Jr. besuchte zunächst verschiedene Privatschulen im Großraum Lynchburg. An der Hochschule seines Vaters erhielt er einen B.A. in Religious Studies. Danach studierte er an der University of Virginia Rechtswissenschaften, das Studium schloss er mit einem Juris Doctor ab.
Nach dem Tod seines Vaters im Mai 2007 wurde Falwell Jr. Rektor der Liberty University. Dieses Amt musste er im August 2020 nach einem Sexskandal aufgeben. Zunächst war er im August beurlaubt worden. Ein Foto zeigte ihn in Begleitung einer Frau, die nicht seine Ehefrau ist, wobei beide geöffnete Hosen hatten. Dann wurde eine von 2012 bis 2018 dauernde Beziehung seiner Frau Becki zu dem zum Beginn der Beziehung 21 Jahre alten Giancarlo Granda bekannt. Granda arbeitete in einem Hotel in Miami Beach als Poolwärter. Falwell soll den beiden u. a. beim Sex zugesehen haben. Die Liberty University untersagt ihren Studenten sexuelle Beziehungen außerhalb einer biblisch-geordneten Ehe. Er bekam von der Liberty University eine Abfindung von 10,5 Millionen Dollar.
2012 lernte Falwell Jr. Donald Trump bei dessen Rede an der Liberty University kennen. Im Nachhinein sagte er, er sei sofort beeindruckt von Trump gewesen. Im Vorfeld der Republikanischen Vorwahlen zur Präsidentschaftswahl begann Falwell Jr., sich für den Kandidaten Trump zu engagieren. Dies wurde von vielen seiner Anhänger auf der religiösen Rechten nicht goutiert, weil Trumps Lebensstil mit zwei Scheidungen sowie Trumps indifferente Haltung in der Schwangerschaftsabbruchsfrage nicht mit dem Wertekanon der religiösen Rechten kompatibel ist. Auf der Republican National Convention 2016, auf der Trump zum Kandidaten gekürt wurde, hielt er am Abschlusstag eine Rede. Ende Januar 2017 wurde bekannt, dass Falwell Jr. von US-Präsident Trump zum Vorsitzenden einer Kommission zur „Reform“ des United States Department of Education berufen werden wird.
Auch dieses Amt musste er nach dem Bekanntwerden des Sexskandals im August 2020 niederlegen.

## Ideologie
Ein Eckpunkt Falwell Jrs. Verortung in der Christlichen Rechten ist seine Priorisierung des Nationalismus über die christliche Mission. So sagte er in einem Interview mit dem Mormonenprediger Glenn Beck:

“If we don’t hang together we’ll hang separately,  I mean, that’s what my father believed when he formed Moral Majority, [it] was an organization of Mormon’s, Catholics, Protestants, Jews, people of no faith. And there are bigger issues now, we can argue about theology later after we save the country.”

„Wenn wir nicht zusammenhängen, hängt jeder allein, das meine ich, glaubte mein Vater, als er die Moral Majority gründete, einen Zusammenschluss von Mormonen, Katholiken, Protestanten, Juden und Menschen ohne Glauben. Und es gibt derzeit größere Probleme, über Theologie können wir später streiten, nachdem wir das Land gerettet haben.“

Falwell Jr. tritt für eine libertäre Waffengesetzgebung ein. Im Chronicle of Higher Education wurde ihm vorgeworfen, Islamophobie zu verbreiten.